# Michael Madeja
Michael Madeja (* 13. Mai 1962 in Detmold) ist ein deutscher Neurowissenschaftler, Professor an der Universität Frankfurt am Main und Vorsitzender des Vorstands der Else Kröner-Fresenius-Stiftung.

## Beruflicher Werdegang
Michael Madeja studierte von 1981 bis 1987 Humanmedizin an der Universität Münster. Seine Approbation als Arzt erhielt er 1987.
Von 1987 bis 2000 war er – zunächst als wissenschaftlicher Mitarbeiter und ab 1991 als Assistent – am Institut für Physiologie der Universität Münster unter der Leitung von Erwin-Josef Speckmann tätig. 1988 wurde er mit der Benotung „summa cum laude“ promoviert, habilitierte 1994 im Fach Physiologie, war 1998 zu Forschungsaufenthalten am Karolinska-Institut in der Nähe von Stockholm und bekam 1999 eine außerplanmäßige Professur verliehen.
Im Jahr 2000 wechselte er zur Gemeinnützigen Hertie-Stiftung nach Frankfurt am Main, wo er unter Fortführung seines neurophysiologischen Labors an der Universität Münster Leiter des neurowissenschaftlichen Förderbereichs der Stiftung wurde. Im Jahr 2004 wurde er Geschäftsführer der Hertie-Stiftung, habilitierte sich an die Universität Frankfurt um und verlegte sein neurophysiologisches Labor nach Frankfurt. Im Jahr 2008 übernahm er in der Hertie-Stiftung zusätzlich die Leitung aller Hochschulprojekte, ab 2014 dann auch der Bildungs- und Integrationsprojekte. 2017 verließ er die Hertie-Stiftung und wurde Wissenschaftlicher Vorstand der Else Kröner-Fresenius-Stiftung. Seit Januar 2021 ist er Vorsitzender des Vorstands der Stiftung.

## Arbeitsgebiete
In seiner wissenschaftlichen Tätigkeit arbeitet Michael Madeja vor allem mit elektrophysiologischen und molekularbiologischen Techniken im Bereich der experimentellen Epilepsie-Forschung und an Fragen der Struktur und Funktion spannungsgesteuerter Ionenkanäle.

## Veröffentlichungen
Michael Madeja hat mehr als 50 Beiträge in internationalen vorwiegend neurowissenschaftlichen Fachzeitschriften veröffentlicht. Daneben schreibt er auch Artikel über die Stiftungsarbeit sowie über inhaltliche und organisatorische Fragen der Hirnforschung in Tageszeitungen und breiteren Publikationsorganen und äußert sich in Radio und Fernsehen zu Fragen der Hirnforschung.
Im Jahr 2010 hat er „Das kleine Buch vom Gehirn“ veröffentlicht, das für nicht-wissenschaftlich vorgebildete Leser gedacht ist und die Funktionen des Gehirns, seine Erkrankungen und die Methoden der Hirnforschung in leicht verständlicher Weise darstellt. Er verzichtet dabei auf Fachbegriffe und benutzt viele Vergleiche, um die Hirnfunktionen in die alltägliche Erfahrungswelt zu übersetzen. Weitere Bücher sind die Kinderbücher "Mein Papa ist Hirnforscher", "Warum graue Zellen auch mal rosa sind" und als Erstautor "Denkste! Verblüffende Fragen und Antworten rund ums Gehirn" sowie das Buch "Hirnforschung – Was kann sie wirklich?" als Herausgeber.

## Mitgliedschaften
Michael Madeja ist Mitglied des Kuratoriums des Literaturhauses Frankfurt, des Kuratoriums des Max-Planck-Instituts für Molekulare Zellbiologie und Genetik in Dresden sowie des Kuratoriums der Gesellschaft der Deutschen Freunde des Weizmann-Instituts. Er ist Mitglied der Administration der Dr. Senckenbergischen Stiftung und seit 2021 deren stellvertretender Vorsitzender. Ferner war er früher Mitglied des Council of the Doctorate School in Physiology, Pharmacology and Toxicology der Universität Siena in Italien, Aufsichtsratsvorsitzender der START-Stiftung und Mitglied des Aufsichtsrats der Hertie School of Governance und des Hertie Instituts für Klinische Hirnforschung sowie Mitglied des Kuratoriums des Max-Planck-Instituts für Hirnforschung in Frankfurt. Daneben ist er Mitglied der Deutschen Physiologischen Gesellschaft, der Society for Neuroscience und der Neurowissenschaftlichen Gesellschaft.

## Auszeichnungen
Michael Madeja erhielt 1989 für seine Promotionsarbeit den Preis der Gesellschaft für Epilepsieforschung, bekam 1990 den Forschungspreis des Landes Nordrhein-Westfalen und wurde 1999 von der Medizinischen Fakultät der Universität Münster zum „Lehrer des Jahres“ gewählt.